# Marià Fortuny i Marsal
|  | Marià Fortuny redirigeix aquí. Per a altres significats, vegeu Marià Fortuny (desambiguació). |

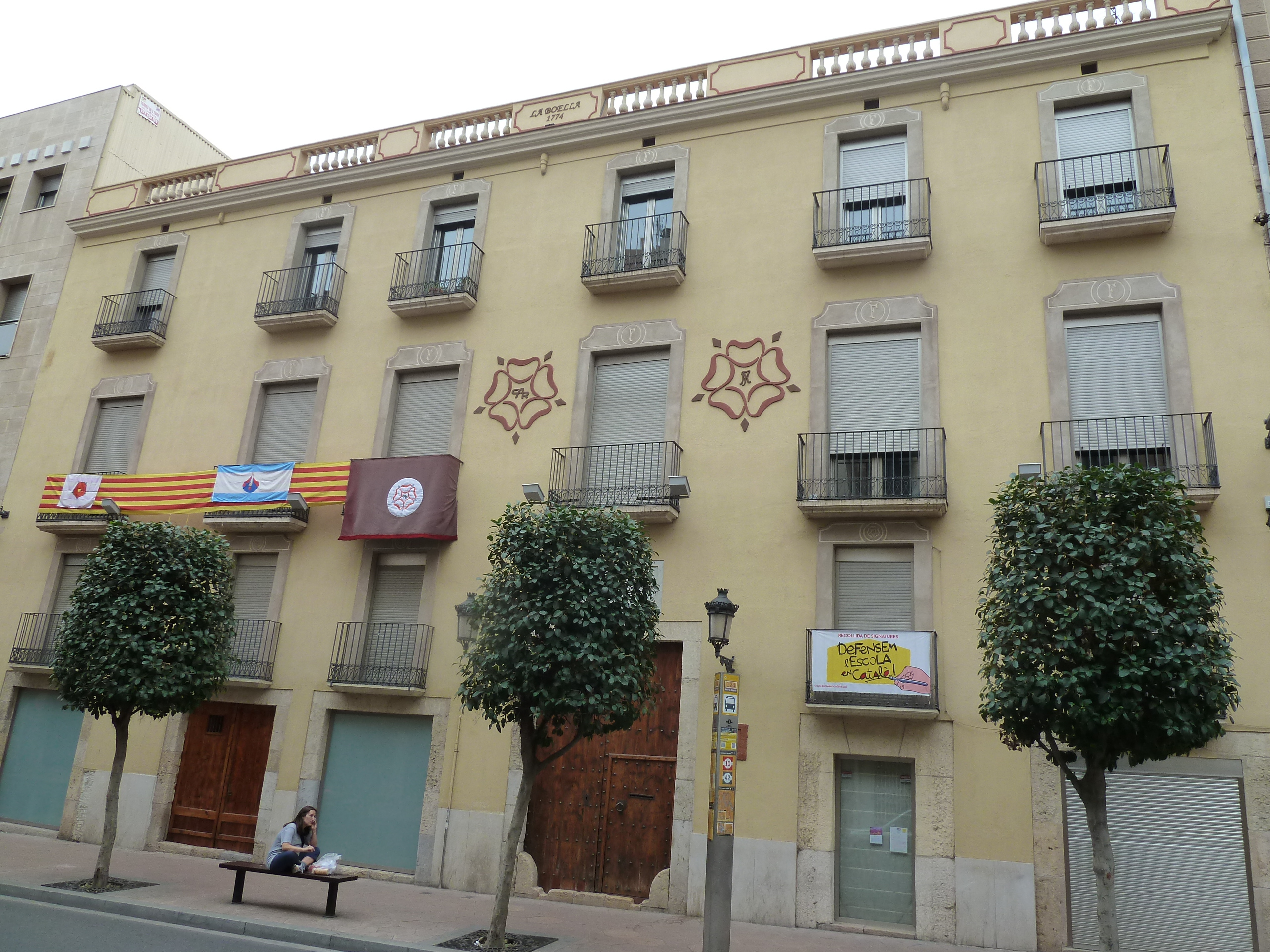
Casa natal de Fortuny, en l'actualitat seu del Centre d'Amics de Reus

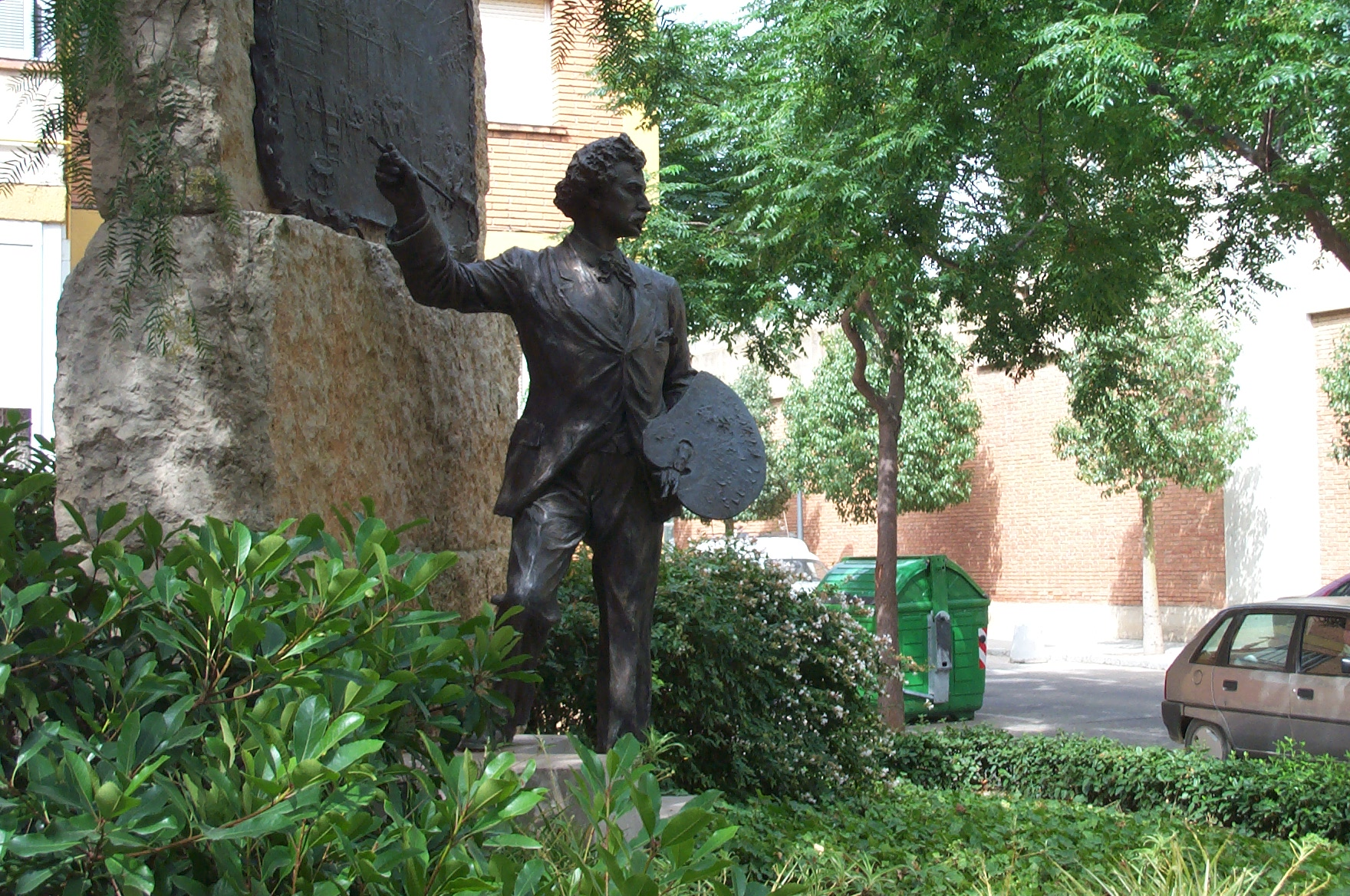
Monument a Fortuny al Barri del seu nom a Reus

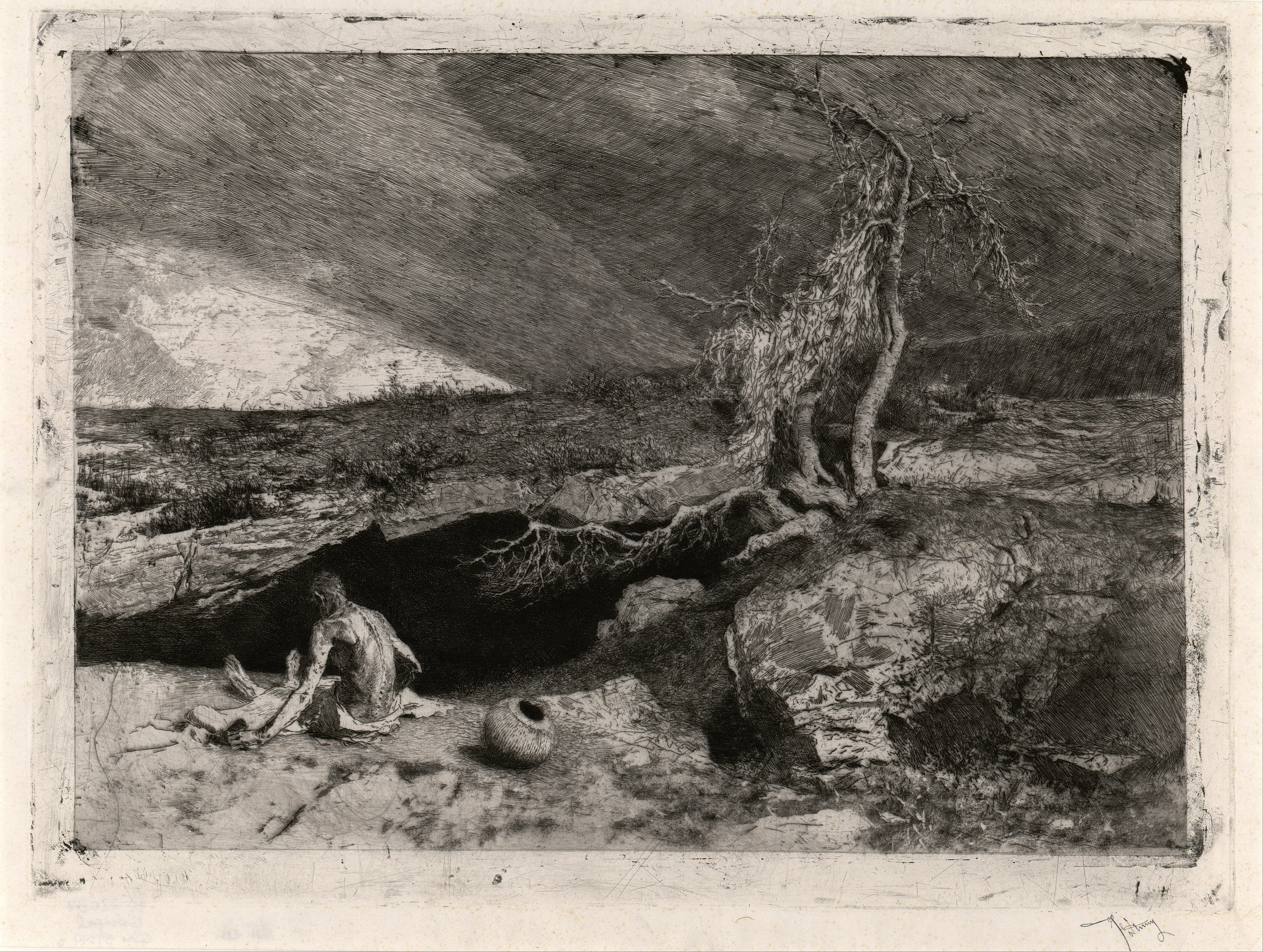
Anacoreta de Marià Fortuny i Marsal

Marià Fortuny i Marsal (Reus, el Baix Camp, 11 de juny de 1838 - Roma, 21 de novembre de 1874) fou un pintor, dibuixant i gravador català, una de les figures més excepcionals de la pintura catalana del segle xix. Tingué una vida breu, però deixà una empremta molt destacada en la història de l'art; no fou indiferent a tot el que veié i visqué en els seus diferents viatges, i totes aquestes experiències vitals traspuaren en la seva obra.

## Biografia
El seu descobridor va ser el seu avi, Marià Fortuny Baró, i el seu mestre el pintor reusenc Domènec Soberano. El 1852 es va traslladar a Barcelona, on va estudiar Belles Arts a l'Escola de la Llotja. Des de 1853 va assistir a classes privades de Claudi Lorenzale, qui amb Pau Milà i Fontanals són dos dels seus mestres més influents, exponents de la generació romàntica i del corrent natzarè. La influència d'aquests professors es podia palpar en les primeres obres d'un Fortuny que s'inspirava en els romàntics i els natzarens. Escollia temàtica històrica i el pinzell evocava una edat mitjana mitificada. El 1858 va obtenir una beca de la Diputació de Barcelona per ampliar estudis a Roma, amb l'obra de tendència natzarena Berenguer III portant l'ensenya de Barcelona al Castell de Fos. Allà va estudiar la figura humana a l'Acadèmia Giggi.
Durant l'estada a la ciutat italiana, el 1860, la Diputació de Barcelona li va encarregar la documentació gràfica de la Guerra d'Àfrica, encarregant-li pintar escenes de la victòria que es pressentia. El general Joan Prim, també de Reus, el va acollir. El viatge va influir, i molt, en la pintura de Fortuny. La seva retina va captar l'exotisme, la llum i els colors d'Orient i ho va traslladar a la tela. A partir d'aquest viatge, que va repetir més endavant, va iniciar la producció orientalista. El seu llenguatge va fer un gir i es va tornar més vigorós i expressiu. Orient també va inspirar la temàtica de la seva obra, com va ser el cas de L'odalisca o La Batalla de Tetuan.
De fet, l'orientalisme, al segle xix, estava de moda. En bona part gràcies a l'exaltació que en feien escriptors com Chateaubriand o Lord Byron i la pintura de Delacroix. El somni oriental, que proposava una evasió de la realitat, era certament temptador i suggeridor i es va expandir cap a la pintura d'altres artistes com Josep Tapiró, deixeble de Lorenzale. Aquest correligionari de Fortuny es va endinsar de ple en el món oriental i va pintar nombrosos retrats amb una tècnica precisa i virtuosa. La seva obra és un acurat relat de la societat de Tànger.
Fortuny va tornar a Roma i es va casar el 1867 amb Cecília de Madrazo, filla de Federico de Madrazo. Poc després va pintar el seu millor quadre: La vicaria, inspirat suposadament en la vicaria de la seva parròquia a Madrid, però que molts identifiquen com la vicaria de la prioral de Sant Pere de Reus. El va exposar a París l'any 1870 a partir del contracte amb el galerista Goupil. Théophile Gautier el va lloar extraordinàriament i la seva fama va créixer. Goupil va comprar el quadre per 70.000 francs i no el va voler exposar per por de fer-lo malbé, fins que el va revendre per 250.000 francs. Goupil, un col·leccionista i marxant de l'època, li soluciona els temes econòmics a partir d'aquest moment. En aquesta època, el pintor va realitzar quadres detallistes de tema anecdòtic i realista, alhora que els viatges a Granada i Sevilla el van fer retornar a l'aire lliure i als temes orientalistes.
Cap al 1870 es va traslladar a París, després a Sevilla i Granada, i va tornar més tard a Roma el 1873. Va viatjar breument a París i a Londres, i després a Nàpols i Portici. Moriria quatre anys després, però els temes que va tractar, l'evocació de la llum, el color i l'expressivitat del moviment, eren un preludi del que succeiria poc temps després, quan el 1874 un grup de pintors van exposar a París sota el nom d'impressionistes.
Va morir a causa d'una combinació de malària i una úlcera d’estómac, probablement agreujada per l’estrés i els maldecaps que en aquells moments patia. La ciutat de Reus el va nomenar Fill il·lustre.
El seu fill, Marià Fortuny i de Madrazo va ser un notable pintor, escenògraf i dissenyador.

## Obra
Extraordinari aiguafortista, va ser el primer artista català que va destacar internacionalment com a gravador (hi ha bones col·leccions de les seves estampes al Departament de Dibuixos i Gravats del MNAC i a la Unitat Gràfica de la Biblioteca de Catalunya). El seu estil pictòric va ser molt influent per a altres pintors perquè va crear fins i tot una tendència, el fortunyisme.
A Reus es va donar el seu nom a un teatre (Teatre Fortuny, encara existent), una plaça (Plaça del Pintor Fortuny però coneguda com a Plaça del Condesito, un dels personatges pintats per Fortuny) i més tard a una avinguda.

### Obres destacades
Alguns dels seus quadres principals són:
- La vicaria, exposat al Museu Nacional d'Art de Catalunya, Barcelona
- Platja de Portici (1874), obra mestra de l'última etapa, Meadows Museum (Dallas, EUA)
- Nu a la platja de Portici (1874) Museu del Prado, Madrid
- L'odalisca (1861), exposat al Museu Nacional d'Art de Catalunya, Barcelona
- L'odalisca (1862), col·lecció privada
- El marroquí, exposat al Museu del Prado, Madrid
- Dinar a l'Alhambra, col·lecció privada
- El venedor de tapissos, exposat al Museu de Montserrat
- Vell nu al sol, exposat al Museu del Prado, Madrid
- La batalla de Tetuan, exposat al Museu Nacional d'Art de Catalunya, Barcelona
- Galliner, a la Biblioteca Museu Víctor Balaguer, Vilanova i la Geltrú
- Platja africana, al Museu Nacional d'Art de Catalunya, Barcelona
- Fantasia àrab, a Tànger
- La matança dels Abenserraigs, exposat al Museu Nacional d'Art de Catalunya, Barcelona
- Askari, a la Biblioteca Museu Víctor Balaguer, Vilanova i la Geltrú
- Interior de l'església de Sant Sebastià, a la Biblioteca Museu Víctor Balaguer, Vilanova i la Geltrú
- El condesito', Reus.